# Zagaje (Pawłowice)
Zagaje – osada wsi Pawłowice w Polsce, położona w województwie świętokrzyskim, w powiecie jędrzejowskim, w gminie Sędziszów.
W latach 1975–1998 osada należała administracyjnie do województwa kieleckiego.